# ウォロフ語
ウォロフ語（ウォロフご、Wolof）は、セネガル、ガンビア、モーリタニアにかけて住むウォロフ族の言語である。話者が最も多いのはセネガルで、人口の40%を占めるウォロフ族だけでなく、他の民族語以外にも話者が多い。都市部では「ダカール・ウォロフ語」（ダカールはセネガルの首都）という、文法が簡略化され、フランス語、英語、アラビア語の混ざった言葉が話されている。セネガルの公用語でもあるフランス語で古くは Ouolof と表記されたが、近年では英語とともに Wolof というつづりが一般的である。

## 分布
- セネガル：母語話者が人口の40%の320万人、他40%が第二言語話者。ダカール、サンルイ、カオラック西部にかけて広がる。東部やカザマンスでは少ない。
- ガンビア：人口の15%の20万人が第一言語話者であるが首都のバンジュールで50%に達するため人口は少ないが社会的に影響力が強い。
- モーリタニア：人口の7％の18万5000人が話者で南岸部に限られる。

セネガルとモーリタニアのウォロフ語と、ガンビアのウォロフ語は、異なる書記法が用いられている上、借用語としてそれぞれの旧宗主国の言語（フランス語と英語）を使用されている。しかし、いずれも話し言葉では互いに理解が可能である。
特にセネガルは国内に20 ほどの⺠族語が存在しているが、公⽤語のフランス語にも増して、国民の9割以上がウォロフ語を理解して話すことができるという状況にある。このウォロフ語の「超民族語」的状況は「ウォロフ化」（wolofization）とも呼ばれている。

## 文字と発音
現在ではラテン文字による表記法が存在している。ラテン文字による表記法には正式に規定した正書法が存在しないが、CLAD（Centre de linguistique appliquée de Dakar ダカール応用言語学センター）の告示した方法がある。ただし、ウォロフ語の表記はしばしばフランス語式の表記法が広く人口に膾炙しており、表記には揺れが多い。
なお、ウォロフ語は植民地支配以前から植民地期にかけて、イスラームの知識人層を中心にアラビア文字で表記されたウォロファル（wolofal）という書記法も発展していた。ただし、ウォロファルはイスラーム知識人のみが利用していた書記法であり、セネガルの人びとが使っていた書記言語ではなかった。

### 母音
ウォロフ語には９つの短母音と、７つの長母音がある。
ウォロフ語の９つの短母音は、前舌、中舌、後舌にそれぞれ３つずつ配置される。特に厄介なのは、eとé、oとó、aとàの区別であるが、口の開口度の違いとして認識すればよい。
７つの長母音は、aa、ii、uu、ée、óo、ee、ooがある。
母音の違いについては以下の通りである。
|           | 前舌   | 前舌   | 中舌  | 中舌   | 後舌  | 後舌   |
| 短母音    | 長母音 | 短母音 | long  | short  | long  |        |
| --------- | ------ | ------ | ----- | ------ | ----- | ------ |
| Close     | i ⟨i⟩  | iː⟨ii⟩ |       |        | u ⟨u⟩ | uː⟨uu⟩ |
| Close-mid | e ⟨é⟩  | eː⟨ée⟩ |       |        | o ⟨ó⟩ | oː⟨óo⟩ |
| mid       |        |        | ə ⟨ë⟩ |        |       |        |
| Open-mid  | ɛ ⟨e⟩  | ɛː⟨ee⟩ |       |        | ɔ ⟨o⟩ | ɔː⟨oo⟩ |
| Open      |        |        | a ⟨a⟩ | aː⟨aa⟩ |       |        |

### 子音
ウォロフ語には単子音と重子音の区別がある。単子音は語末では破裂を開放しないが、重子音でははっきりと破裂を聞き取ることができる。

### 発音のゆれ
ウォロフ語の発音は地域や個人によってゆれを示す（例えば、「魚」を意味するjénとjën）。ウォロフ語-フランス語辞書でも、発音のゆれに伴う表記のゆれはヴァリアントとして明記されている。

## 時制

### アスペクトによる文法の違い
ウォロフ語は、印欧語のような時制ではなく動作のアスペクトを基準に文法が組み立てられる。そして、動詞の前後にアスペクトを表す語をつける。
例えば、動詞 dem（行く）の前に「damay」をつけると「私は行っている」のような進行や「私は（いつも）行く」のような習慣を表し、「dinaa」をつけると「私は（今から）いく」や「私は行くだろう」のような未完了（すなわち未来）を表す。

例）未完了現在形の場合（damay）
　　damay dem ekool （私は学校に行く）
　　dangay dem ekool （あなたは学校に行く）
　　dafay dem ekool （彼／彼女は学校に行く）
　　danuy dem ekool （私たちは学校に行く）
　　dangeen dem ekool （あなたたちは学校に行く）
　　dañuy dem ekool （彼ら／彼女らは学校に行く）
例）未来形（未完了）の場合（dinaa）
　　dinaa dem ekool （私は学校に行くだろう）
　　dinga dem ekool （あなたは学校に行くだろう）
　　dina dem ekool （彼／彼女は学校に行くだろう）
　　dinanu dem ekool （私たちは学校に行くだろう）
　　dingeen dem ekool （あなたたちは学校に行くだろう）
　　dinañu dem ekool （彼ら／彼女らは学校に行くだろう）

また、現在進行形は「代名詞 + ngi + y + 動詞」の構文となる。この構文は、行為（動詞）が発話時点で行われていることを示す。
例）現在進行形の場合（代名詞 + ngi + y + 動詞）
　　Maa ngiy dem ekool （私は学校に行っている）
　　Yaa ngiy dem ekool （あなたは学校に行っている）
　　Mu ngiy dem ekool （彼／彼女は学校に行っている）
　　Nu ngiy dem ekool （私たちは学校に行っている）
　　Yeena ngiy dem ekool （あなたたちは学校に行っている）
　　Ñu ngiy dem ekool （彼ら／彼女らは学校に行っている）

### 人称とアスペクトを表す機能語の変化
|       |          | Situative (Presentative) | Situative (Presentative) | Terminative | Terminative | Objective | Objective | Processive (Explicative) | Processive (Explicative) | Subjective | Subjective | Neutral | Neutral |
| 完了  | 未完了   | 完了                     | 未完了                   | 完了        | 未完了      | 完了      | 未完了    | 完了                     | 未完了                   | 完了       | 未完了     |         |         |
| 単 数 | 第一人称 | maa ngi                  | maa ngiy                 | naa         | dinaa       | laa       | laay      | dama                     | damay                    | maa        | maay       | ma      | may     |
| 単 数 | 第二人称 | yaa ngi                  | yaa ngiy                 | nga         | dinga       | nga       | ngay      | danga                    | dangay                   | yaa        | yaay       | nga     | ngay    |
| 単 数 | 第三人称 | mu ngi                   | mu ngiy                  | na          | dina        | la        | lay       | dafa                     | dafay                    | moo        | mooy       | mu      | muy     |
| 複 数 | 第一人称 | nu ngi                   | nu ngiy                  | nanu        | dinanu      | lanu      | lanuy     | danu                     | danuy                    | noo        | nooy       | nu      | nuy     |
| 複 数 | 第二人称 | yéena ngi                | yéena ngiy               | ngeen       | dingeen     | ngeen     | ngeen di  | dangeen                  | dangeeny                 | yéena      | yéenay     | ngeen   | ngeen   |
| 複 数 | 第三人称 | ñu ngi                   | ñu ngiy                  | nañu        | dinañu      | lañu      | lañuy     | dañu                     | dañuy                    | ñoo        | ñooy       | ñu      | ñuy     |

#### na による活用
na活用という、動詞の後に「na」をつける活用は、出来事をその結果相において示す。行為動詞が用いられた場合は、現在完了を示す［例：dem na（彼はもう行った）］。状態動詞が用いられた場合は、状態を表す［例：dégg na wolof（彼はウォロフ語を理解する）］。なお、二人称 nga ／ ngeen は、疑問文で用いられることが多い。
例）dem naa ekool （私は学校に行った）
　　dem nga ekool （あなたは学校に行った）
　　dem na ekool （彼／彼女は学校に行った）
　　dem nanu ekool （私たちは学校に行った）
　　dem ngeen ekool （あなたたちは学校に行った）
　　dem nañu ekool （彼ら／彼女らは学校に行った）

#### la による活用
話し手が話す時点ですでに終わっている行為を示す「完了形」としてla による活用がある。laの活用も人称によって変化する。
例）ekool laa dem（私が行ったのは学校です）
　　ekool nga dem（あなたが行ったのは学校です）
　　ekool la dem（彼／彼女が行ったのは学校です）
　　ekool lanu dem（私たちが行ったのは学校です）
　　ekool ngeen dem（あなたたたちが行ったのは学校です）
　　ekool lañu dem（彼ら／彼女らが行ったのは学校です）
la活用に「未完了」の接尾辞 -y をつけることで、近い未来や進行現在、習慣的行為を表すこともある。
例）ekool laay dem（私が行くのは学校です）
　　ekool ngay dem（あなたが行くのは学校です）
　　ekool lay dem（彼／彼女が行くのは学校です）
　　ekool lanuy dem（私たちが行くのは学校です）
　　ekool ngeen di dem（あなたたたちが行くのは学校です）
　　ekool lañuy dem（彼ら／彼女らが行くのは学校です）

また、ウォロフ語ではいわゆるBe動詞というものはないが、肯定形の場合はlaを用いて、その前に名詞や独立代名詞を置けば、その代わりになる。

#### 否定文
ウォロフ語の否定文は、①人称とアスペクトを示す機能語を変化させたものと、②動詞に接尾辞をつけたものの2種類がある。
①人称とアスペクトを示す機能語を変化させたもの
名詞の否定と、動詞（行為や状態）の否定に分割される。
いずれも、dumaの活用となる。活用は人称によって異なる。
例）duma farañse （私はフランス人ではない）
　　doo farañse（あなたはフランス人ではない）
　　du farañse（彼／彼女はフランス人ではない）
　　duñu farañse（私たちはフランス人ではない）
　　dungeen farañse（あなたたちはフランス人ではない）
　　duñu farañse（彼ら／彼女らはフランス人ではない）
動詞（行為や状態）の否定も、機能語dumaの活用で否定を示す。なお、この否定文は未来形であるため「〜しないでしょう」の意味となる。
例）duma dem ekool （私は学校に行かないでしょう）
　　doo dem ekool （あなたは学校に行かないでしょう）
　　du dem ekool （彼／彼女は学校に行かないでしょう）
　　duñu dem ekool （私たちは学校に行かないでしょう）
　　dungeen dem ekool （あなたたちは学校に行かないでしょう）
　　duñu dem ekool （彼ら／彼女らは学校に行かないでしょう）
②動詞に接尾辞をつけたもの
動詞に接尾辞-ulをつけることで完了の否定形となる。この接尾辞の活用も人称で異なる。なお、単純に否定の意味で用いられる語もある（am 持っている／amul 持っていない、bëgg 好き／bëggul 好きではない、など）。文脈によるが、特に一人称単数での否定文は非常に強い意味を持つ。
例）demuma ekool （私は学校に行かなかった）
　　demuloo ekool （あなたは学校に行かなかった）
　　demul ekool （彼／彼女は学校に行かなかった）
　　demuñu ekool （私たちは学校に行かなかった）
　　demuleen ekool （あなたたちは学校に行かなかった）
　　duñu dem ekool （彼ら／彼女らは学校に行かなかった）

## 命令文
ウォロフ語は動詞の命令形が多用される。
命令形は、動詞に接尾辞 -al（単数形）もしくは -leen（複数形）をつける。
※なお、動詞の語末が i、u、長母音で終わる場合には、接尾辞 -l となる。
例）wax「話す」の場合
　　waxal：話しなさい（相手が単数）
　　waxleen：話しなさい（相手が複数）

　　toog「座る」の場合
　　toogal：座りなさい（相手が単数）
　　toogleen：座りなさい（相手が複数）

　　indi「持ってくる」の場合
　　indil：持ってきなさい（相手が単数）
　　indileen：持ってきなさい（相手が複数）

命令文の否定形は、動詞の前にbul（単数形）、あるいはbuleen（複数形）をつける。
例）wax「話す」の場合
　　bul wax：話さないでください（相手が単数）
　　buleen wax：話さないでください（相手が複数）

　　toog「座る」の場合
　　bul toog：座らないでください（相手が単数）
　　buleen toog：座らないでください（相手が複数）

## 接尾辞

### 動詞の接尾辞
主に動詞につけられる接尾辞によっても、動作のアスペクトは変化する。
遠い過去：-oon （lekkoon＝食べた）
完了：-ag（lekkag＝食べた）
再び行う：-aat（lekkaat＝（（再び）食べた）

### 名詞の接尾辞
所有：-u（fas-u buur＝王の馬）

## クラス指標
ウォロフ語には全部で、１０（単数８、複数２）のクラスがある。いずれも定冠詞であり、名詞のあとに置かれる。名詞によって冠詞の最初の子音は変化する。母音-i / -aは距離の「近い」と「遠い」を示しており、この区別はウォロフ語において重要なものである。なお、ダカールで話されているウォロフ語ではしばしば子音の区別をせずに b-を使う傾向が見られる。単数形のクラスは以下の８つである。複数形の場合、多くの名詞は y-に属するが、nit（人）など少数の単語は ñ-に属する。
　kër gi / ga　 （その）家
　xar mi / ma　（その）羊
　cin li / la　　 （その）鍋
　xale bi / ba　（その）子ども
　jabar ji / ja　 （その）妻
　suuf si / sa　（その）土
　nit ki / ka　　（その）人
　fas wi / wa　 （その）馬
　fas yi / ya　 （その）馬たち
　nit ñi / ña　 （その）人たち

### 話し手と聞き手の距離
上述の通り、ウォロフ語のクラスにつけられる母音-i / -aは距離の「近い」と「遠い」を示しており、話し手と聞き手からの距離に従って変化する。
クラス b- を例にすれば、話し手と聞き手の両者から近いものはbii、話し手から遠く聞き手に近いものはboobuなどである。さらに両者から遠いものはbaleとboobaがある。
さらに、場所を指す場合の前置詞 ci / caも同じように、話し手と聞き手の距離に従って変化するため、名詞のクラスの母音と対応する。
　例）　ci kër gi （その）家で　／　ca kër ga（あの）家で
　　　　ci neeg bi（その）部屋で　／　ca neeg ga（あの）部屋で

## 表現
以下の表現は、ウォロフ語が話される地域において使うことができる。

### 挨拶
- Assalaam alaykum：アッサラーム・アライクム「あなたがたの上に平安がありますように」　※アラビア語の挨拶
  - Walaykum salaam：ワライクム・サラーム「あなたがたの上に平安がありますように」　※上記の返答
- Na nga def ? ：ナンガデフ「元気ですか How are you ?（一人に対して）　※複数人に対しては、Na ngeen di def ?
  - Ma ngi fi：マンギフィ「元気です I'm fine」
- Yaa ngi ci jàmm：ヤンギ・チ（シ）・ジャム「平和ですか」
  - Jàmm rekk：ジャム・レック「平和です」
- Ana waa kër ga ?：アナ・ワ・クル・ガ「家族は元気ですか」
  - Ñu nga fa：ニュンガ・ファ「元気です」
- Naka liggéey bi ?：ナカ・リゲイ・ビ「仕事はいかがですか」
  - Mu ngi dox：ムンギ・ドホ「進んでます」

### 日常会話
- Na nga tudd ?：ナンガ・トゥドゥ「名前は何ですか」　※あるいは、tur bi (naka) ?：トゥル・ビ（・ナカ）「名前は？」
  - Maa ngi tudd 〜〜：マンギ・トゥドゥ〜〜「〜〜と言います」　※あるいは、〜〜 la tudd：〜〜ラ・トゥドゥ
- Fan nga dëkk ?：ファンガ・デック（ドゥック）「どこに住んでいますか」　※あるいは、Foo dëkk ?：フォ・デック（ドゥック）
  - Maa ngi dëkk 〜〜：マンギ・デック（ドゥック）〜〜「〜〜に住んでいます」　※あるいは、〜〜 la dëkk：〜〜ラ・デック（ドゥック）

　→この質問は実際の居住地を聞いている場合と、出身地を尋ねている場合がある。特に、外国人に対しては出身国を尋ねている場合が多い。
- Jërëjëf：ジェレジェフ「ありがとう」
  - Ñoo ko bokk：ニョ・コ・ボック「どういたしまして」
- Baax na：バフ・ナ「いいです」　※日本語の「いいです」や「大丈夫」に近い表現であり、文脈によって確認で用いられたり、拒否を示したりする。
- Neex na：ネフ・ナ「おいしいです」
  - Neex na bare na：ネフナ・バレナ「おいしくて、多かったです」　※食後に作り手に対して言う定型句（「ごちそうさまでした」）
  - Na rees ak jàmm：ナ・レース・アック・ジャム「平和に消化できますように」　※作り手が返答する際の定型句

- Waaw：ワウ「はい」
- Déedéet：デーデッ「いいえ」

- Dama bëgg dem 〜〜：ダマ・ブグ・デム〜〜「〜〜に行きたいです」
- Jaay ma 〜〜：ジャイ・マ〜〜「〜〜を（売って）ください」
- Li lan la ? : リ・ラン・ラ「これは何ですか」
- Ñaata la ?：ニャータ・ラ「いくらですか」
- Wañ ko tuuti：ワニュ・コ・トゥーティ「少しまけてください」
- Maa ngiy dem：マンギ・デム「行きます」（訪問先から辞去する際に言う言葉。「さようなら」に近い）
- Ba beneen yoon：バ・ベネン・ヨーン「また今度ね」
- Baal ma：バール・マ「ごめんなさい」
- Maa ngi jéggalu：マンギ・ジェガル「ごめんなさい」
- Amul solo：アムル・ソロ「大丈夫ですよ」（たいしたことないですよ、のニュアンス）

## 数
ウォロフ語の数は、五進法を基準にしている。
そのため、１（benn）、２（ñaar）、３（ñett）、４（ñent）、５（juróom）以降は、６（５＋１：juróoom-benn）、７（５＋２：juróoom-ñaar）と続く。10（fukk）以降は、１１（10と１：fukk ak benn）、１２（10と２：fukk ak ñaar）となる。
| 0       | tus / neen / zéro [フランス語] / sero / dara ["無い"の意] 発音    |
| 1       | benn 発音                                                         |
| 2       | ñaar / yaar                                                       |
| 3       | ñett / ñatt / yett / yatt                                         |
| 4       | ñeent / ñenent                                                    |
| 5       | juróom                                                            |
| 6       | juróom-benn                                                       |
| 7       | juróom-ñaar                                                       |
| 8       | juróom-ñett                                                       |
| 9       | juróom-ñeent                                                      |
| 10      | fukk                                                              |
| 11      | fukk ak benn                                                      |
| 12      | fukk ak ñaar                                                      |
| 13      | fukk ak ñett                                                      |
| 14      | fukk ak ñeent                                                     |
| 15      | fukk ak juróom                                                    |
| 16      | fukk ak juróom-benn                                               |
| 17      | fukk ak juróom-ñaar                                               |
| 18      | fukk ak juróom-ñett                                               |
| 19      | fukk ak juróom-ñeent                                              |
| 20      | ñaar-fukk                                                         |
| 26      | ñaar-fukk ak juróom-benn                                          |
| 30      | ñett-fukk / fanweer                                               |
| 40      | ñeent-fukk                                                        |
| 50      | juróom-fukk                                                       |
| 60      | juróom-benn-fukk                                                  |
| 66      | juróom-benn-fukk ak juróom-benn                                   |
| 70      | juróom-ñaar-fukk                                                  |
| 80      | juróom-ñett-fukk                                                  |
| 90      | juróom-ñeent-fukk                                                 |
| 100     | téeméer                                                           |
| 101     | téeméer ak benn                                                   |
| 106     | téeméer ak juróom-benn                                            |
| 110     | téeméer ak fukk                                                   |
| 200     | ñaar téeméer                                                      |
| 300     | ñett téeméer                                                      |
| 400     | ñeent téeméer                                                     |
| 500     | juróom téeméer                                                    |
| 600     | juróom-benn téeméer                                               |
| 700     | juróom-ñaar téeméer                                               |
| 800     | juróom-ñett téeméer                                               |
| 900     | juróom-ñeent téeméer                                              |
| 1000    | junni / junne                                                     |
| 1100    | junni ak téeméer                                                  |
| 1600    | junni ak juróom-benn téeméer                                      |
| 1945    | junni ak juróom-ñeent téeméer ak ñeent-fukk ak juróom             |
| 1969    | junni ak juróom-ñeent téeméer ak juróom-benn-fukk ak juróom-ñeent |
| 2000    | ñaar junni                                                        |
| 3000    | ñett junni                                                        |
| 4000    | ñeent junni                                                       |
| 5000    | juróom junni                                                      |
| 6000    | juróom-benn junni                                                 |
| 7000    | juróom-ñaar junni                                                 |
| 8000    | juróom-ñett junni                                                 |
| 9000    | juróom-ñeent junni                                                |
| 10000   | fukk junni                                                        |
| 100000  | téeméer junni                                                     |
| 1000000 | tamndareet / million                                              |